# Evildead
Gli Evildead sono un gruppo thrash metal statunitense, formati nel 1987 a Los Angeles, dal chitarrista Juan García, appena uscito dagli Agent Steel. Nella band suonò anche il batterista Jon Dette.

## Storia del gruppo
Gli Evildead sono nati nel 1987, dopo che il chitarrista Juan Garcia ed il bassista Mel Sanchez uscirono dagli Agent Steel, con l'intenzione di creare una nuova band thrash metal. Seguirono presto le orme dei Vio-lence, creando testi che esploravano temi politici e sociali miscelati con temi riguardanti l'horror e guerra nucleare. Il nome Evildead è stato scelto dal gruppo prendendo ispirazione dal film horror The Evil Dead di Sam Raimi.
Nel 1988 la band ottenne un contratto con l'etichetta Steamhammer Records e nel 1989 pubblicò il suo primo EP intitolato RiseAbove, contenente 3 tracce (la title track è una cover di Black Flag). Nello stesso anno la band pubblicò il primo album in studio Annihilation of Civilization. Venne anche girato per l'occasione un videoclip per la title-track.
Dopo aver fatto un lungo tour per sostenere l'album, la band ritornò in studio per registrare il secondo album: The Underworld, pubblicato poi nel 1991.
Durante il successivo tour di promozione registrarono il loro primo album live, pubblicato poi nel 1992: Live ... From the Depths of the Underworld. Questo fu però anche il loro ultimo lavoro a causa dello scioglimento della band avvenuto due anni dopo.
Dopo lo scioglimento ufficiale della band, Carlos Medina e Juan Garcia riformarono gli Agent Steel, formando con gli altri membri della band i Terror, gruppo che pubblicò anche un album ed un EP, con tutte le canzoni in lingua spagnola.
La band si riunì nel 2008 con la formazione: Chris Malaki (voce), Rob Alaniz (batterista), Mike Caro (chitarrista), Mel Sanchez (basso), e Juan Garcia (chitarrista).
Nel 2010 Malaki e Caro lasciarono la band ed al loro posto subentrarono rispettivamente Stevil Nelson ed Albert Gonzalez.

## Formazione attuale

### Attuale
- Stevil Nelson - voce (2010-presente)
- Juan García - chitarra (1987-1994) (2008-presente)
- Albert Gonzalez - chitarra (1987-1989) (2010-presente)
- Mel Sanchez - basso (1987-1990) (2008-presente)
- Rob Alaniz - batteria (1987-1991) (2008-presente)

### Ex-componenti

#### Voce
- Phil Flores (1987-1994)
- Chris Malaki (2008-2010)

#### Chitarra
- Mark Caro (1987) (2008-2010)
- Dan Roe (1989)
- Dan Flores (1990-1994)

#### Basso
- Karlos Medina (1990-1994)

#### Batteria
- Doug Clawson (1991)
- Joe Montelongo (1991-1992)
- Jon Dette (1992-1994)
- Eddie Livingston (1994-1996)

## Discografia

### Album in studio
- 1989 - Annihilation of Civilization
- 1991 - The Underworld
- 2020 - United States of Anarchy
- 2024 - Toxic Grace

### Album dal vivo
- 1992 - Live... From the Depths of the Underworld

### EP
- 1989 - Rise Above

### Demo
- 1987 - The Awakening
- 1994 - Terror